# ルカ・ジャパリゼ
ルカ・ジャパリゼ（グルジア語: ლუკა ჯაფარიძე、Luka Japaridze、1998年9月6日 - ）は、トップ14モンペリエ・エロー・ラグビーに所属するラグビーユニオン選手。

## プロフィール
- ジョージア・トビリシ出身[1]。
- ポジションはプロップ(PR)。
- 身長 181cm、体重 126kg
- U20ジョージア代表に選ばれたことがある[2]。
- ジョージア代表キャップは8（2025年2月現在）でラグビーワールドカップ2023のジョージア代表に選ばれた[3]。

## 略歴
レロ・サラセンズ、CAブリーヴを経て、2023年、モンペリエに加入。 